# Richard Pudor
Richard Pudor (* 21. Juni 1875 in Dresden; † 14. April 1950 in Leipzig) war ein deutscher Kaufmann, Unternehmer und Politiker (SPD, ASPD, DDP, LDPD).

## Leben
Richard Pudor wurde als Sohn von Friedrich Pudor, dem Leiter des Königlichen Konservatoriums in Dresden, geboren. Er hatte zahlreiche Geschwister, darunter der Pionier der Freikörperkultur Heinrich, der Kaufmann Ottomar Max, der sächsische Generalmajor Friedrich und der Rechtsanwalt Wilhelm.
Er war über mehrere Jahrzehnte hinweg in Leipzig als Messeunternehmer tätig. Er ließ drei Messehäuser in der Innenstadt errichten: zunächst 1898 den Reichshof, 1906 folgte das Hansa-Haus und 1913 der Dresdner Hof.
Neben seinen unternehmerischen Aktivitäten war Pudor auch politisch tätig. Von 1920 bis 1923 saß er für die SPD im Sächsischen Landtag. Am 21. Oktober 1923 verzichtete er offiziell wegen „Arbeitsüberlastung“ auf sein Mandat. Der eigentliche Grund für den Rücktritt lag aber in seiner Ablehnung der Zusammenarbeit mit der KPD, nachdem er bereits zwei Jahre zuvor der Vereinigung der SPD mit der USPD kritisch gegenübergestanden hatte. Im Juni 1926 trat Pudor der während des Sachsenkonflikts entstandenen Alten Sozialdemokratischen Partei Deutschlands (ASPD) bei. Später schloss er sich der linksliberalen Deutschen Demokratischen Partei bzw. der Deutschen Staatspartei an.
Während der Zeit des Nationalsozialismus beteiligte sich Pudor an dem liberalen Widerstandskreis Robinsohn-Strassmann-Gruppe und verbrachte einige Zeit im Gefängnis und im KZ Sachsenhausen.
Im Juli 1945 gehörte Pudor zu den Mitunterzeichnern eines Aufrufs zur Gründung der Demokratischen Partei Deutschlands (DPD), die eine gemeinsame Partei von christlichen und liberalen Demokraten sein sollte. Als die Sowjetische Militäradministration in Deutschland die Bildung einer einheitlichen bürgerlichen Partei nicht genehmigte, schloss er sich zusammen mit der Mehrheit der Leipziger DPD-Gründer der Liberal-Demokratischen Partei an und war bis zu seinem Tod 1950 einer ihrer führenden Vertreter in der Stadtverordnetenversammlung.